# Capricho
Capricho è un settimanale brasiliano di musica, cinema e televisione nato nel 1956 che si rivolge prevalentemente ad un pubblico di teenager.
È la rivista che ha istituito gli omonimi premi all'inizio degli anni zero, destinati ai migliori attori, cantanti, ecc., scelti annualmente dai lettori.